# 伊香保システィーナサンエイ&猿劇場
伊香保システィーナサンエイ&猿劇場（いかほシスティーナサンエイさるげきじょう）は、かつて群馬県渋川市に存在した複合施設である。トリックアートを展示する美術館、猿劇場が併設されていた。
1996年11月にオープンした。
2007年、天然温泉、足湯サービスを開始した、
2011年3月11日の東日本大震災後の計画停電中にも営業していたが、3月閉鎖された。
通常料金は、1,500円であった。